# Onmogelijke duetten
Onmogelijke duetten is een Nederlands televisieprogramma dat uitgezonden werd door SBS6. De presentatie van het programma was in handen van Nick Schilder en Simon Keizer.

## Format
In het programma nemen bekende Nederlanders, onder leiding van presentatoren Nick Schilder en Simon Keizer, duetten op met overleden of onbereikbare artiesten. Bij een onbereikbare artiest kan het gaan om grote hedendaagse artiesten of een jongere versie van een nog levende artiest. Iedere aflevering vindt plaats in de studio met de twee presentatoren en zes BN'ers.
Voorafgaand aan de uitzending wordt het benodigde videomateriaal voor het onmogelijke duet opgenomen onder leiding van muziekproducent Eric van Tijn. De desbetreffende artiest ziet het resultaat pas in de uitzending. In de uitzending wordt ook getoond hoe de duetten zijn opgenomen. Deze beelden zijn telkens voorafgaand aan het resultaat te zien.
Dit naar het oorspronkelijke idee van BBC One uit 2006 voor een speciale kerstuitzending "Duet Impossible" gepresenteerd door Vernon Kay waarin onder andere Westlife, Sugababes en Katie Melua hun onmogelijke duetten zingen.

## Seizoensoverzicht
| Seizoen      | Uitzenduren             | Aantal afleveringen | Start seizoen    | Start seizoen | Einde seizoen | Einde seizoen | Gemiddelde kijkcijfers |
| Seizoen      | Uitzenduren             | Aantal afleveringen | Datum            | Kijkcijfers   | Datum         | Kijkcijfers   | Gemiddelde kijkcijfers |
| ------------ | ----------------------- | ------------------- | ---------------- | ------------- | ------------- | ------------- | ---------------------- |
| 1            | Zondag 21:30 – 22:30    | 6                   | 2 mei 2021       | 1.219.000     | 6 juni 2021   | 666.000       | 880.167                |
| Kerstspecial | Donderdag 21:30 – 22:30 | 1                   | 23 december 2021 | 643.000       | n.v.t.        | n.v.t.        | 643.000                |
| 2            | Zaterdag 21:25 – 22:25  | 6                   | 2 april 2022     | 553.000       | 7 mei 2022    | 392.000       | 473.333                |

## Seizoenen

### Seizoen 1 (2021)
Het eerste seizoen werd uitgezonden van 2 mei t/m 6 juni 2021 en telde 6 afleveringen.
| Aflevering 1 | Aflevering 1                       | Aflevering 1                          | Aflevering 1                            | Aflevering 1                              | Aflevering 1                               | Aflevering 1                                                 |
| ------------ | ---------------------------------- | ------------------------------------- | --------------------------------------- | ----------------------------------------- | ------------------------------------------ | ------------------------------------------------------------ |
| Duo          | Typhoon & Louis Armstrong          | Lisa Lois & Adele                     | Dinand Woesthoff & Willeke Alberti      | Sandra van Nieuwland & Elvis Presley      | Danny de Munk & Tom Jones                  | Ruth Jacott & The Supremes                                   |
| Nummer       | What a Wonderful World             | Rolling in the Deep                   | Telkens weer                            | If I Can Dream                            | She's a Lady                               | Medley van Reflections, Stop! In the Name of Love, Baby Love |
| Aflevering 2 |                                    |                                       |                                         |                                           |                                            |                                                              |
| Duo          | Jim Bakkum & Jon Bon Jovi          | Glennis Grace & Selena Quintanilla    | René Froger & Frank Sinatra             | Niels Geusebroek & George Michael         | Maria Fiselier & Luciano Pavarotti & Sting | Ronnie Flex & Drake                                          |
| Nummer       | Bed of Roses                       | No Me Queda Más                       | My Way                                  | Faith                                     | Panis Angelicus (versie César Franck)      | Hotline Bling                                                |
| Aflevering 3 |                                    |                                       |                                         |                                           |                                            |                                                              |
| Duo          | Xander de Buisonjé & John Lennon   | Rolf Sanchez & Luis Miguel            | Brace & Ramses Shaffy                   | Ruben Hein & Ella Fitzgerald              | Romy Monteiro & Beyoncé                    | Anita Meyer & haarzelf, 45 jaar jonger                       |
| Nummer       | Imagine                            | El Rey                                | Laat me                                 | Cheek to Cheek                            | Crazy in Love                              | The Alternative Way                                          |
| Aflevering 4 |                                    |                                       |                                         |                                           |                                            |                                                              |
| Duo          | Loes Haverkort & Dusty Springfield | Jamai Loman & Elton John              | Trijntje Oosterhuis & Aretha Franklin   | Willeke Alberti & Willy Alberti           | Dwight Dissels & Mariah Carey              | Tino Martin & Lionel Richie                                  |
| Nummer       | Son of a Preacher Man              | I'm Still Standing                    | (You Make Me Feel Like) A Natural Woman | De glimlach van een kind                  | I'll Be There                              | Hello                                                        |
| Aflevering 5 |                                    |                                       |                                         |                                           |                                            |                                                              |
| Duo          | Henk Poort & Andrea Bocelli        | Emma Heesters & Jennifer Lopez        | Glen Faria & Marvin Gaye                | Dennis van Aarssen & Freddie Mercury      | Jeroen van der Boom & Robbie Williams      | Samantha Steenwijk & Tina Turner                             |
| Nummer       | Because We Believe                 | Get Right                             | What's Going On                         | Crazy Little Thing Called Love            | Angels                                     | Help!                                                        |
| Aflevering 6 |                                    |                                       |                                         |                                           |                                            |                                                              |
| Duo          | Davina Michelle & P!nk             | Thomas Berge & Michael Bolton         | Berget Lewis & Chaka Khan               | Ben Saunders & Eric Clapton               | Ellen ten Damme & Madonna                  | Jan Dulles & Robert Long                                     |
| Nummer       | What About Us                      | How Am I Supposed to Live Without You | I'm Every Woman                         | Nobody Knows You When You're Down and Out | Vogue                                      | Flink zijn                                                   |

#### Kijkcijfers
| Afl. | Datum       | Rang | Kijkcijfers lineair | Kijkcijfers incl. uitgesteld kijken |
| ---- | ----------- | ---- | ------------------- | ----------------------------------- |
| 1    | 2 mei 2021  | 5    | 1.219.000           | 1.351.000                           |
| 2    | 9 mei 2021  | 7    | 776.000             | 929.000                             |
| 3    | 16 mei 2021 | 7    | 807.000             | 896.000                             |
| 4    | 23 mei 2021 | 5    | 922.000             | 1.001.000                           |
| 5    | 30 mei 2021 | 4    | 891.000             | 992.000                             |
| 6    | 6 juni 2021 | 12   | 666.000             | 754.000                             |

### Kerstspecial 2021
Op 23 december 2021 werd er een kerstspecial uitgebracht van het programma, waarin Nederlands- en Engelstalige kerstliedjes werden gezongen samen met een onbereikbare of overleden artiest. De aflevering werd bekeken door 643.000 kijkers. Inclusief uitgesteld kijken kwam het totaal uit op 771.000 kijkers.
| Kerstspecial | Kerstspecial                    | Kerstspecial                 | Kerstspecial              | Kerstspecial                  | Kerstspecial                   | Kerstspecial          |
| ------------ | ------------------------------- | ---------------------------- | ------------------------- | ----------------------------- | ------------------------------ | --------------------- |
| Duo          | Ronnie Flex & Mariah Carey      | Mart Hoogkamer & Bing Crosby | René Froger & André Hazes | Emma Heesters & Justin Bieber | Leo Alkemade & Karen Carpenter | OG3NE & Michael Bublé |
| Nummer       | All I Want for Christmas Is You | White Christmas              | Eenzame kerst             | Mistletoe                     | Sleigh Ride                    | Jingle Bells          |

### Seizoen 2 (2022)
Het tweede seizoen wordt uitgezonden vanaf 2 april 2022.
| Aflevering 1 | Aflevering 1                               | Aflevering 1                    | Aflevering 1                | Aflevering 1                          | Aflevering 1                                     |
| ------------ | ------------------------------------------ | ------------------------------- | --------------------------- | ------------------------------------- | ------------------------------------------------ |
| Duo          | Edsilia Rombley & Gladys Knight & the Pips | Silver Metz & Justin Bieber     | Gerard Cox & Wim Sonneveld  | Do & Janet Jackson                    | Gordon & Judy Garland                            |
| Nummer       | Midnight Train to Georgia                  | Baby                            | Het dorp                    | Together Again                        | Over the Rainbow                                 |
| Aflevering 2 |                                            |                                 |                             |                                       |                                                  |
| Duo          | Gers Pardoel & OutKast                     | Jeangu Macrooy & George Michael | George Baker & Tom Jones    | Carolina Dijkhuizen & Brandy          | Francis van Broekhuizen & Maria Callas           |
| Nummer       | Hey Ya!                                    | Don't Let the Sun Go Down on Me | Paloma Blanca               | The Boy Is Mine                       | L'amour est un oiseau rebelle (Habanera)         |
| Aflevering 3 |                                            |                                 |                             |                                       |                                                  |
| Duo          | Donnie & Nico Haak                         | Frans Duijts & Roy Orbison      | René van Kooten & Coldplay  | Marlijn Weerdenburg & Stevie Wonder   | Ben Cramer & Sammy Davis jr.                     |
| Nummer       | Foxie foxtrot                              | Oh, Pretty Woman                | Fix You                     | For Once in My Life                   | Singin' in the Rain                              |
| Aflevering 4 |                                            |                                 |                             |                                       |                                                  |
| Duo          | Dave von Raven & Johnny Jordaan            | Wolter Kroes & Lou Rawls        | Tabitha & Dionne Warwick    | René le Blanc & Engelbert Humperdinck | Karin Bloemen & Barbra Streisand                 |
| Nummer       | Een pikketanussie                          | There Will Be Love              | I Say a Little Prayer       | Quando Quando Quando                  | Tell Him                                         |
| Aflevering 5 |                                            |                                 |                             |                                       |                                                  |
| Duo          | Elske DeWall & Britney Spears              | Kenny B & Bob Marley            | Joris Linssen & André Hazes | Willemijn Verkaik & Frank Sinatra     | Mart Hoogkamer & Luciano Pavarotti & James Brown |
| Nummer       | Oops!... I Did It Again                    | Could You Be Loved              | Kleine jongen               | Theme from New York, New York         | It's a Man's Man's Man's World                   |
| Aflevering 6 |                                            |                                 |                             |                                       |                                                  |
| Duo          | Stefania & Whitney Houston                 | Lee Towers & Elvis Presley      | Nielson & Tracy Chapman     | Shirma Rouse & Mahalia Jackson        | Richard Groenendijk & ABBA                       |
| Nummer       | I Wanna Dance with Somebody (Who Loves Me) | In the Ghetto                   | Fast Car                    | Just a Closer Walk with Thee          | The Winner Takes It All                          |

#### Kijkcijfers
| Afl. | Datum         | Rang | Kijkcijfers lineair | Kijkcijfers incl. uitgesteld kijken |
| ---- | ------------- | ---- | ------------------- | ----------------------------------- |
| 1    | 2 april 2022  | 14   | 553.000             | 666.000                             |
| 2    | 9 april 2022  | 14   | 458.000             | 589.000                             |
| 3    | 16 april 2022 | 14   | 498.000             | 623.000                             |
| 4    | 23 april 2022 | 16   | 430.000             | 605.000                             |
| 5    | 30 april 2022 | 17   | 509.000             | 593.000                             |
| 6    | 7 mei 2022    | 19   | 392.000             | 508.000                             |